# حبیب‌الله نوبخت
حبیب‌الله نوبخت (۱۲۷۴خ - شیراز - ۱۳۵۲خ) سیاستمدار و روزنامه‌نگار و نماینده مجلس شورای ملی بود. او به سبب مواضع میهن‌پرستانه و ملی‌گرایانه و ستیز با متفقین در زمان جنگ جهانی دوم شهرت یافت که به زندانی شدن او به دست نیروهای انگلیسی و انتقال او به اسارتگاههای خارج از ایران انجامید. نوبخت نخستین نماینده در تاریخ مجالس قانونگذاری ایران است که به علت سخنان و رفتارش از نشست مجلس اخراج شد. او همچنین نویسنده پهلوی‌نامه است که به تقلید از شاهنامه فردوسی نوشته شده است.

## تحصیلات
پدرش میرزا حسن شیرازی بود. تحصیلاتش را در شیراز آغاز کرد و در دوازده سالگی برای ادامه تحصیل به نجف رفت. به زبان عربی تسلط یافت و در نشریات مصر مقالات و قصائد انتقادی به چاپ رساند. تحصیلاتش در عراق و دیگر کشورهای عربی حدود دوازده سال طول کشید و با پایان جنگ جهانی اول به ایران بازگشت. 

## روزنامه‌نگاری
نوبخت مدتی در دارالمعلمین تهران طبیعیات درس داد و مجله زندگانی و سپس مجله فکر آزاد را منتشر کرد اما کار مجلاتش رونق نگرفت. در سال ۱۲۹۸ خورشیدی به شیراز رفت و روزنامه بهارستان را منتشر کرد. با رخداد کودتای سوم اسفند ۱۲۹۹، این روزنامه به پشتیبانی و ستایش کودتا برخاست و عملاً ارگان سید ضیاءالدین طباطبایی شد. 
با سقوط کابینه سید ضیاء در سال ۱۳۰۰ نوبخت آماج انتقاد شد و ناگزیر، شیراز را ترک گفت. سال بعد انتشار روزنامه بهارستان را این بار در تهران از سر گرفت و به پشتیبانی و ستایش سردارسپه پرداخت. بهارستان در هفته سه شماره منتشر می‌شد. با این حال، در تابستان ۱۳۰۳ که در پی کشته شدن کنسول آمریکا در تهران، سردارسپه نخست‌وزیر وقت، اعلام حکومت نظامی کرد و روزنامه‌ها را بست و شماری از روزنامه‌نگاران را به زندان انداخت، بهارستان نیز در امان نماند و توقیف شد.
نوبخت پس از آن، سردبیر نشریه قشون شد و پس از به سلطنت رسیدن رضاشاه، کتابی به نام سردار پهلوی در ستایش رضاشاه نوشت که شرح احوال او را از کودتای سوم اسفند ۱۲۹۹ تا به پادشاهی رسیدن حکایت می‌کرد.

## نمایندگی مجلس
سپس در نخستین دوره مجلس شورای ملی که در دوران پادشاهی رضاشاه تشکیل شد (دوره ششم) به نمایندگی بهبهان به مجلس رفت. سید حسن مدرس به اعتبارنامه‌اش اعتراض کرد و گفت که نوبخت با فشار نظامیان به نمایندگی انتخاب شده است ولی مجلس به اعتبارنامه او رأی داد.
نوبخت در دوره هفتم نیز بر کرسی نمایندگی بهبهان نشست و از دوره نهم تا سیزدهم، نماینده فسا شد. دوره سیزدهم چند هفته پس از شهریور ۱۳۲۰ و اشغال ایران و کناره‌گیری رضاشاه از سلطنت آغاز شد. نوبخت که پیش از آن، نماینده‌ای ساکت بود، در دوره سیزدهم نماینده‌ای جنجالی شد.

## ستیز با اشغالگران
نوبخت به مخالفت با دولت محمدعلی فروغی و عهدنامه‌ اتحادی برخاست که فروغی با شوروی و انگلیس بست. او نطق خود را در مخالفت با این عهدنامه با این جملات به پایان برد:

«هنوز بی‌خونی و بی‌غیرتی آن دسته مردمی‌ که تسلیم قشون چنگیز می‌شدند پیش ما ضرب‌المثل است. مردانی که جان خود را می‌دادند و ایران عزیز خود را نمی‌دادند، همین ایرانیان بودند و قدر مسلم این است که ما افراد روزی خواهیم مرد اما ایران هیچ گاه نمرده و اکنون هم نمی‌میرد و بعد از این هم هرگز نخواهد مرد. امروز روز مردانگی و فداکاری است. بدانید که سرنوشت سی کرور نفوس ایران را تهیه می‌کنید. بیایید محض خدا روی نادر شاه را سیاه نکنیم و بدانیم که دستی قوی‌تر از تمام دست‌های قادر در دنیا موجود است و آن دست توانای خداست که هیچ گاه در انتقام بد‌کاران خطا نمی‌کند».

بنا به ادعای مرکز مشترک اطلاعاتی متفقین در عراق، تلاش های نوبخت باعث شد آلمان نازی، افراد خرابکار را برای به هم ریختن نقشه های متفقین به ایران گسیل کند. او‌ همچنین عامل تشویق قبایل برای شورش علیه دولت وقت ایران و نیروهای انگلیسی در زمان اشغال ایران معرفی شده است.

## توبیخ و اخراج از نشست مجلس
نوبخت با همه دولت‌هایی که پس از شهریور ۱۳۲۰ روی کار آمدند به مخالفت برخاست و نطق‌های تند و آتشین ضد سیاست‌های این دولت‌ها در مجلس می‌کرد. نطق‌ پیش از دستور او در ششم اردیبهشت ۱۳۲۲ که به طور مشخص سرلشکر امیراحمدی وزیر جنگ و عملیات ارتش علیه شورش عشایر جنوب را هدف گرفت، باعث اعتراض شماری از نمایندگان و رئیس مجلس و ادیب‌السلطنه سمیعی و  عزالممالک اردلان، دو عضو دولت شد که در مجلس حضور داشتند. نوبخت بی اعتنا به اخطار محتشم‌السلطنه اسفندیاری رئیس مجلس به سخنان خود ادامه داد که باعث شد محتشم‌السلطنه در اعتراض جلسه را ترک کند و نشست مجلس تعطیل شود.
پس از یک ربع که رئیس مجلس به جلسه بازگشت اجازه نداد نوبخت سخنرانی‌اش را ادامه دهد و وقتی با اصرار نوبخت روبرو شد، او را توبیخ کرد و خواستار خروج او از جلسه شد. هنگامی که نوبخت باز هم مقاومت کرد، رئیس مجلس صدا زد: «بیایید این آقا را از اینجا خارج کنید» و نوبخت خارج شد. نوبخت نخستین نماینده در تاریخ مجالس قانونگذاری ایران است که از نشست مجلس اخراج شده و دومین نماینده‌ای است که به سبب سخنان و رفتار خود در مجلس اخطار گرفته است (نفر اول سید یعقوب انوار بود).

## زندان متفقین
در بهار ۱۳۲۲ عشایر قشقایی‌، بختیاری و بویراحمدی به تحریک مأموران آلمانی که در قلمرو این عشایر فعالیت می‌کردند، دست به شورش زدند. دولت ارتش را مأمور سرکوب شورش کرد. نوبخت در اعتراض به عملیات ارتش در چهارم امرداد درخواست استیضاح دولت را داد و متن استیضاح بسیار شدیداللحنی علیه دولت قرائت کرد. اما در روز اول شهریور که نخست‌وزیر برای استیضاح حاضر شد، نوبخت در مجلس حضور نیافت.
پس از به پایان رسیدن دوره نمایندگی نوبخت و انقضای مصونیت قضائی‌اش، به سبب مخالفت‌ها و تبلیغاتش علیه متفقین، نیروهای انگلیسی او را دستگیر کردند و به خارج از کشور بردند. با پایان جنگ جهانی دوم، نوبخت آزاد شد و به ایران بازگشت اما از آن پس از فعالیت سیاسی دست کشید و به تألیف و ترجمه مشغول شد.

## شاهنامهٔ نوبخت
از جمله آثاری که نوبخت انتشار داد، شاهنامهٔ نوبخت یا پهلوی‌نامه است که در آن رخدادهای تاریخی ایران را از حملهٔ عرب‌ها تا زمان خود به سبک شاهنامه فردوسی و به زبان شعر روایت کرده‌است. همچون شاهنامهٔ فردوسی، واژگان عربی در این کتاب بسیار اندک است.